# تبلیغات سیاسی در صدا و سیمای جمهوری اسلامی ایران
اوّلین و مهم‌ترین هدف و کارکرد صداوسیما در نظام جمهوری اسلامی ایران، تبلیغ و نشر اسلام دولتی و خرافات مذهب شیعه است. بدین‌منظور، الگوی برنامه‌سازی خاصّی در این سازمان پیگیری و هدف‌گذاری شده که در اغلب اوقات، مبتنی بر ترویج ظواهر و شعائر و فرعیات دینی است و کمتر به بسط اخلاق یا محتواهای عمیق و فاخر فرهنگی و اجتماعی یا حتّی تاریخی و ملّی، توجّه نشان داده می‌شود. سیاست‌گذاران این سازمان، چه در مسائل سیاسی و چه در دیگر مسائل، رویکردی را پیش می‌برند تا هر چه بیشتر، مردم و جامعهٔ ایران را به سمت دوری از تفکّر انتقادی و مسخ‌شدگی در ایدئولوژی حاکم سوق بدهند.   
چهار عامل در تبلیغات سیاسی صداوسیمای جمهوری اسلامی ایران نقش تعیین‌کننده دارد: 
۱. غرب‌ستیزی که در این قلمرو به معنای سیاه‌نمایی هر آن چیزی است که در مورد کشورهای غربی گزارش می‌شود.
۲. سفیدنمایی هر آنچه در داخل می‌گذرد؛ بدین معنا که ایران بهشت برین است و همه در آن راضی‌اند.
۳. پشتیبانی از برنامه‌های بسط نفوذ نظامی و ایدئولوژیک نظام جمهوری اسلامی در منطقه.
۴. پرهیز از ارائه هرگونه اخبار و اطّلاعات با این توجیه که مورد سوءاستفادهٔ مخالفان و دشمنان قرار می‌گیرد.

## برنامه هویت
این برنامه در سال ۱۳۷۵ عصرهای جمعه از شبکه یک سیما پخش و در آن بخش‌هایی از اعترافات تلویزیونی زندانیان سیاسی نشان داده می‌شد و نویسندگان سرشناسی چون عبدالحسین زرین‌کوب و هوشنگ گلشیری در این برنامه مورد حمله قرار می‌گرفتند. این اعترافات پس از ماه‌ها زندان انفرادی تهیه شده بود.
حسین شریعتمداری، سعید امامی و امیر فرشاد ابراهیمی از تهیه‌کنندگان این برنامه ذکر شدند.

## کارناوال عصر عاشورا
انتخابات دوم خرداد مصادف با ماه محرم بود، و به فاصلهٔ چند روز پس از عاشورا برگزار شد. در فاصله کوتاه بین روز عاشورا و انتخابات، فیلمی به طور گس و گسترده عمومی پخش شد و در آن عده‌ای از جوانان در حالی دیده می‌شدند که در عصر عاشورا با تصاویری که از خاتمی در دست داشتند، در حال شادی و خوشحالی بودند. گفته‌ شد که این کارناوال از سوی هواداران خاتمی ترتیب داده شده‌‌است اما تحقیقات انجام شده پس از انتخابات مشخص‌ کرد که این برنامه محصول مشترک صدا و سیما و برخی مدیران اطلاعات بوده‌‌است. به گفته امیرفرشاد ابراهیمی (یکی از رهبران جدا شده از این سازمان) نیروهای انصار حزب الله نیز در ساخت این فیلم سهیم بوده‌اند.

## تبلیغات کاندیداهای انتخابات
در سال ۱۴۰۲، به گفته رئیس سازمان صدا و سیما، ۲۰۰ کانال تبلیغاتی برای کاندیداهای انتخابات مجلس اختصاص یافت و این کانال‌ها شبانه روزی و هفت روز هفته به تبلیغ نامزدها می‌پرداخت. 
همچنین هر کاندید فرصت 20 دقیقه‌ای برای تبلیغات داشتند. 

## منبع
1. ↑  مصاحبه با کردان، بایگانی‌شده از اصلی در ۲۱ اوت ۲۰۱۰، دریافت‌شده در ۱۳ دسامبر ۲۰۰۹ بازیابی‌شده در ۱۳ دسامبر ۲۰۰۹.
2. ↑  مسعود صدر الاسلام، چهره پشت پرده کهريزک، افشای نقش يک فرمانده سابق ناجا در شکنجه بازداشت شدگان بازیابی‌شده در ۱۳ دسامبر ۲۰۰۹.
3. ↑  «نحوه تبلیغات کاندیداهای انتخابات مجلس در صداوسیما - ایسنا». www.isna.ir. دریافت‌شده در ۲۰۲۴-۰۵-۱۰.